# Owczarnia (powiat opolski)
Owczarnia – wieś w Polsce położona w województwie lubelskim, w powiecie opolskim, w gminie Józefów nad Wisłą.
| SIMC    | Nazwa    | Rodzaj    |
| ------- | -------- | --------- |
| 0382214 | Cegłówka | część wsi |

W latach 1975–1998 miejscowość administracyjnie należała do ówczesnego województwa lubelskiego.
Wieś jest sołectwem w gminie Józefów nad Wisłą. Według Narodowego Spisu Powszechnego z roku 2011 wieś liczyła 147 mieszkańców.
W miejscowości tej 4 maja 1944 r. Oddział Armii Ludowej Bolesława Kaźmiraka (Kowalskiego), ps. „Cień” podstępnie wymordował żołnierzy z oddziału 3. kompanii 15. pułku piechoty AK ppor. Mieczysława Zielińskiego ps. „Krych”, którzy czekali na zrzut broni. Zginęło wtedy 18 partyzantów AK (w tym dowódca), a 13 odniosło rany; „cieniowcy” obrabowali później zwłoki AK-owców.
Przez długie lata PRL-u komunistyczna propaganda twierdziła, że było na odwrót. 
Instytut Pamięci Narodowej prowadził kilkuletnie śledztwo w sprawie tego mordu, ale z powodu dużego dystansu czasowego, śmierci potencjalnych świadków i braku dostatecznych dowodów uzasadniających popełnienie zbrodni przeciwko ludzkości, w lipcu 2007 r. IPN postanowił umorzyć postępowanie. Takie też postanowienie w połowie lipca 2007 r. otrzymał ostatni żyjący żołnierz tego oddziału AK Edward Szanc-Leźnicki, pseudonim „As”